# خان النوري
خان النوري هو مبنى عتيق وتاريخي يوجدُ في مدينة القطيفة بسوريا ويعودُ تاريخ بنائه إلى أواخر القرن الثاني عشر الميلادي حيث قام بتشييده نور الدين محمود زنكي.
يقعُ هذا الخان في الطرف الشرقي لمدينة القطيفة؛ وهو بناءٌ مستطيل الشكل أبعاده هي 58x35 متر وفي وسطه باحة سماوية مساحتها 540 متر مربع رُصّفت أرضها بالحجارة أما مدخله فيبلغُ طوله 8 أمتار وعرضه 3 أمتار كما تسندهُ ثلاث قناطر كان قديمّا قد رُكّب عليه باب خشبي كبير أما الآن فقد أُزيلَ هذا الباب وبُنيت جدران الخان بسماكة 1.5 متر وكل الزوايا والأطراف والمداخل والأبراج الموجودة فيها تم بنائها بحجارة كبيرة أما الجدران الداخلية فقد بنيت بأحجار صغيرة ومصفوفة.
يُوجد من الواجهة الشمالية الداخلية بهوان طويلان أبعادهما 25x4 وفي نهاية كل بهو توجد غرفة بقياس 1.5×2 متر كما يوجد فيه شقوق في الجدران على غرار القلاع لحماية السور والقلاع في منتصف الجدار الغربي. يوجد غرفة بارزة بحجمِ 3.5x1.5 تسمى باكية الزهر يعلوها برج للمراقبة والدفاع عن الخان. يخترقُ الخان أحد القنوات التي تتفرّع على نهر الحجة الذي جفّ حاليا والذي كان يُزوّد الخان بالماء الكافي حتى فترة التسعينات.
قامت وزارة السياحة السورية في وقتٍ متأخرٍ بعمليّة ترميمٍ كبيرةٍ نتيجة تهدم قسم كبير من الواجهة الخارجة والمدخل من هذا البناء التاريخي وأُعيد كما كان تقريبًا.